# Der Exzellenzherr
Der Exzellenzherr ist eine Rahmenerzählung von Ferdinand von Saar aus dem Jahre 1882.

## Inhalt
Im Hause des Ich-Erzählers zieht ein pensionierter Beamter ein, eine Exzellenz, wie sein Titel lautet. Der Rahmenerzähler besucht den Vereinsamten; der ihm seine Lebensgeschichte erzählt. Nicht lange nach diesem Abend verstirbt der Exzellenzherr.

### Binnenerzählung
Am Anfang seiner Beamtenkarriere lernt der Exzellenzherr bei einem Kirchbesuch ein junges Mädchen kennen. Er wagt es endlich, sie zu einem Rendez-vous zu bitten. Sie treffen sich im Park. Da beide sich jedoch recht reserviert geben und Angst haben, sich zu blamieren, nimmt das Gespräch nicht die von ihnen gewünschte Richtung. Sie trennen sich.
Viele Jahre später trifft der Exzellenzherr die Frau wieder. Es geht ihr schlecht, sie ist unglücklich verheiratet. Sie gesteht ihm nun, dass sie ihn damals geliebt habe. Nun ist es jedoch zu spät. Kurze Zeit darauf stirbt sie.